# Eins, Zwei, Polizei
«Eins, Zwei, Polizei» (англ. «Один, два, полиция») — песня, написанная и записанная в соавторстве с итальянским музыкантом Mo-Do (он же Фабио Фриттелли) и выпущенная в 1994 году лейблом Expanded Music в качестве дебютного сингла с его первого и единственного альбома Was Ist Das? (1995). Песня была вдохновлена песнями «Der Kommissar» австрийского певца Falco и «Da Da Da» немецкой группы Trio, выпущенными в начале 1980-х годов. Она была совместно спродюсирована Клаудио Дзеннаро и Фульвио Дзафретом и достигла большого успеха во многих европейских странах. «Eins, Zwei, Polizei» достигла первой позиции в чартах Австрии, Германии и Италии. Джузеппе Капотонди снял музыкальный клип. На песню было выпущено несколько ремиксов и переиздана несколько раз. В 1995 году на песню сделал ремикс чилийский диджей XTC, в 2000 году она была переиздана с ремиксом Маурицио Феррары, в 2008 году с ремиксами немецких диджеев Blutonium Boy и Floorfilla, а в 2019 году песню переделал голландско-турецкий диджей Уммет Озкан.
Песня родилась в результате случайной встречи итальянского продюсера танцевальной музыки Einstein Dr. DJ и немецкой модели и музыканта Fabio Frittelli (Mo-Do) на рейв-вечеринке во Франкфурте, Германия. Слова песни Eins, Zwei, Polizei взяты из детской песенки, которую пела Эйнштейну его австрийская бабушка. Звучание трека олицетворяло европейские танцевальные тенденции того времени и стало популярным без англоязычных текстов, но не стало большим хитом в Великобритании. По словам менеджера ZYX UK Джона Ричардса, «Eins, Zwei, Polizei» не получила особого отклика в Великобритании «в основном из-за немецкого вокала». Тем не менее, она стала общеевропейской и была выпущена в США 15 августа 1994 года. Марк Деззани из журнала Billboard описал песню как «техно-колыбельную».

## Позиции в чартах
«Eins, Zwei, Polizei» имел коммерческий успех по всей Европе, оставаясь самым большим хитом Фабио Фриттелли. Он достиг первого места в Австрии (7 недель), Германии (4 недели) и Италии (2 недели), продержавшись в чартах синглов в общей сложности 18, 22 и 23 недели соответственно. В Бельгии, Дании и Нидерландах он достиг второго места, уступив первое место песням «Love Is All Around» группы Wet Wet Wet, «Cotton Eye Joe» группы Rednex и «Dromen Zijn Bedrog» Марко Борсато.  Сингл также вошел в десятку лучших в Финляндии (3), Франции (8), Испании (3), Швеции (9) и Швейцарии (5), а также в Eurochart Hot 100, где он достиг четвертого места в сентябре 1994 года, после 16 недель в чарте. В Великобритании и Шотландии "Eins, Zwei, Polizei" достиг 81-го и 76-го мест в первую неделю в UK Singles Chart и Scottish Singles Chart 9 октября 1994 года. В Австрии и Бельгии он оказался на шестом и 18-м местах в итоговом годовом чарте этих стран.
Сингл получил золотой статус в Австрии и Германии, было продано 25 000 и 250 000 копий соответственно.

## Клип
Музыкальный клип на песню «Eins, Zwei, Polizei» был снят Джузеппе Капотонди, итальянским режиссёром художественных фильмов, музыкальных клипов и рекламных роликов. В нём группа Mo-Do выступает на многолюдной вечеринке в гостиничном номере. Видео попало в список «А» на немецком канале VIVA в сентябре 1994 года, а затем, в 2015 году, было опубликовано на официальном канале Expanded Music на YouTube. По состоянию на апрель 2025 года видео набрало более 64 миллионов просмотров.

## Трек-листы
| - CD single 1. "Eins, Zwei, Polizei" (gendarmerie mix - radio edit) – 3:20 2. "Eins, Zwei, Polizei" (gendarmerie mix) – 5:12 - CD maxi 1. "Eins, Zwei, Polizei" (radio mix) – 3:12 2. "Eins, Zwei, Polizei" (gendarmerie mix) – 5:12 3. "Eins, Zwei, Polizei" (club mix) – 5:05 4. "Eins, Zwei, Polizei" (Einstein Dr. DJ Konzept) – 4:05 5. "Eins, Zwei, Polizei" (akkappella) – 0:55 - CD maxi 1. "Einz, Zwei, Polizei" (gendarmerie mix) – 5:12 2. "Einz, Zwei, Polizei" (extended remix) – 7:25 3. "Einz, Zwei, Polizei" (polizei mix) – 5:25 - 7-inch single 1. "Eins, Zwei, Polizei" (gendarmerie mix) – 5:12 2. "Eins, Zwei, Polizei" (club mix) – 5:05 | - 12-inch maxi 1. "Eins, Zwei, Polizei" (gendarmerie mix) 2. "Eins, Zwei, Polizei" (club mix) 3. "Eins, Zwei, Polizei" (Einstein Dr. DJ Konzept) 4. "Eins, Zwei, Polizei" (akkappella) - CD maxi - Remixes 1. "Eins, Zwei, Polizei" (radio edit) – 3:25 2. "Eins, Zwei, Polizei" (extended remix) – 7:26 3. "Eins, Zwei, Polizei" (polizei mix) – 5:25 4. "Eins, Zwei, Polizei" (original radio mix) – 3:12 5. "Eins, zwei, Polizei" (gendarmerie mix) – 5:12 6. "Eins, zwei, Polizei" (Einstein Dr. DJ Konzept) – 4:05 - 12-inch maxi - Remixes 1. "Eins, Zwei, Polizei" (extended remix) – 7:26 2. "Eins, Zwei, Polizei" (polizei mix) – 5:25 3. "Eins, Zwei, Polizei" (radio edit) – 3:25 |

## Чарты
| Чарт (1994)                         | Наивысшая Поозиция |
| ----------------------------------- | ------------------ |
| Австрия (Ö3 Austria Top 40)         | 1                  |
| Бельгия/Фландрия (Ultratop 50)      | 2                  |
| Бельгия (VRT Top 30 Flanders)       | 2                  |
| Бельгия (Ultratop 50 Wallonia)      | 1                  |
| Дания (IFPI)                        | 2                  |
| Европа (Eurochart Hot 100)          | 4                  |
| Европа (European Dance Radio)       | 6                  |
| Финляндия (Suomen virallinen lista) | 3                  |
| Франция (SNEP)                      | 8                  |
| Германия (Media Control)            | 1                  |
| Италия (Musica e dischi)            | 1                  |
| Нидерланды (Dutch Top 40)           | 2                  |
| Нидерланды (Single Top 100)         | 3                  |
| Шотландия (OCC)                     | 76                 |
| Испания (AFYVE)                     | 3                  |
| Швеция (Sverigetopplistan)          | 9                  |
| Швейцария (Schweizer Hitparade)     | 5                  |
| Великобритания UK Singles (OCC)     | 81                 |

| Чарт (1994)                     | Позиция |
| ------------------------------- | ------- |
| Австрия (Ö3 Austria Top 40)     | 6       |
| Бельгия (Ultratop 50 Flanders)  | 6       |
| Европа (Eurochart Hot 100)      | 20      |
| Франция (SNEP)                  | 23      |
| Германия (Media Control)        | 18      |
| Нидерланды (Dutch Top 40)       | 30      |
| Нидерланды (Single Top 100)     | 23      |
| Швеция (Topplistan)             | 62      |
| Швейцария (Schweizer Hitparade) | 13      |

## Сертификации
| Регион | Сертификация | Продажи  |
| --- | ------------ | -------- |
| Австрия (IFPI Austria)                                                                                                   | Золотой      | 25 000*  |
| Германия (BVMI) | Золотой      | 250 000^ |
| * Данные о продажах приведены только на основе сертификации. ^ Данные о тиражах приведены только на основе сертификации. |              |          |